# Albert Issa
Albert Issa, écrivain nigérien, est né en 1943 à Zinder et est décédé le 5 février 1993.

## Biographie
Albert Issa (1943-1993) était un écrivain nigérien, né à Zinder d’un père français et d’une mère nigérienne. Poète, dramaturge et essayiste, il a parcouru l’Afrique et l’Europe, tout en exerçant en tant que cadre technique de développement,. Parmi ses œuvres figure Ballade poétique, publiée en 1986 dans la collection Poètes du temps présent aux éditions La Pensée Universelle.